# Bob Siebenberg
Bob Siebenberg ou Bob C.Benberg (nascido Robert Layne Siebenberg, Glendale, 31 de outubro de 1949) é um baterista estadunidense, membro da banda de rock progressivo Supertramp.